# Митреум
Митреум (лат. mithraeum) — храм культа Митры.

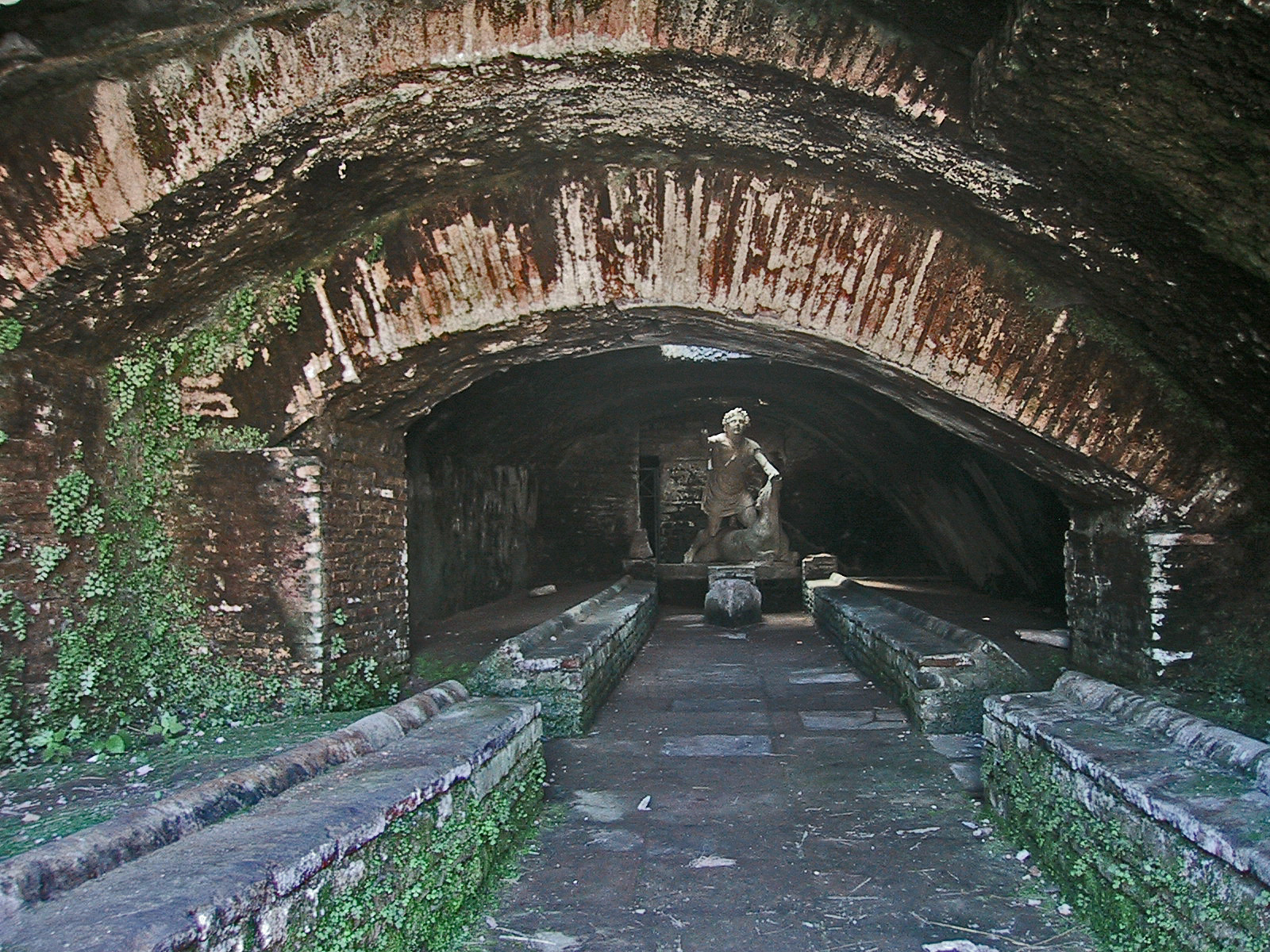
Митреум в Остии

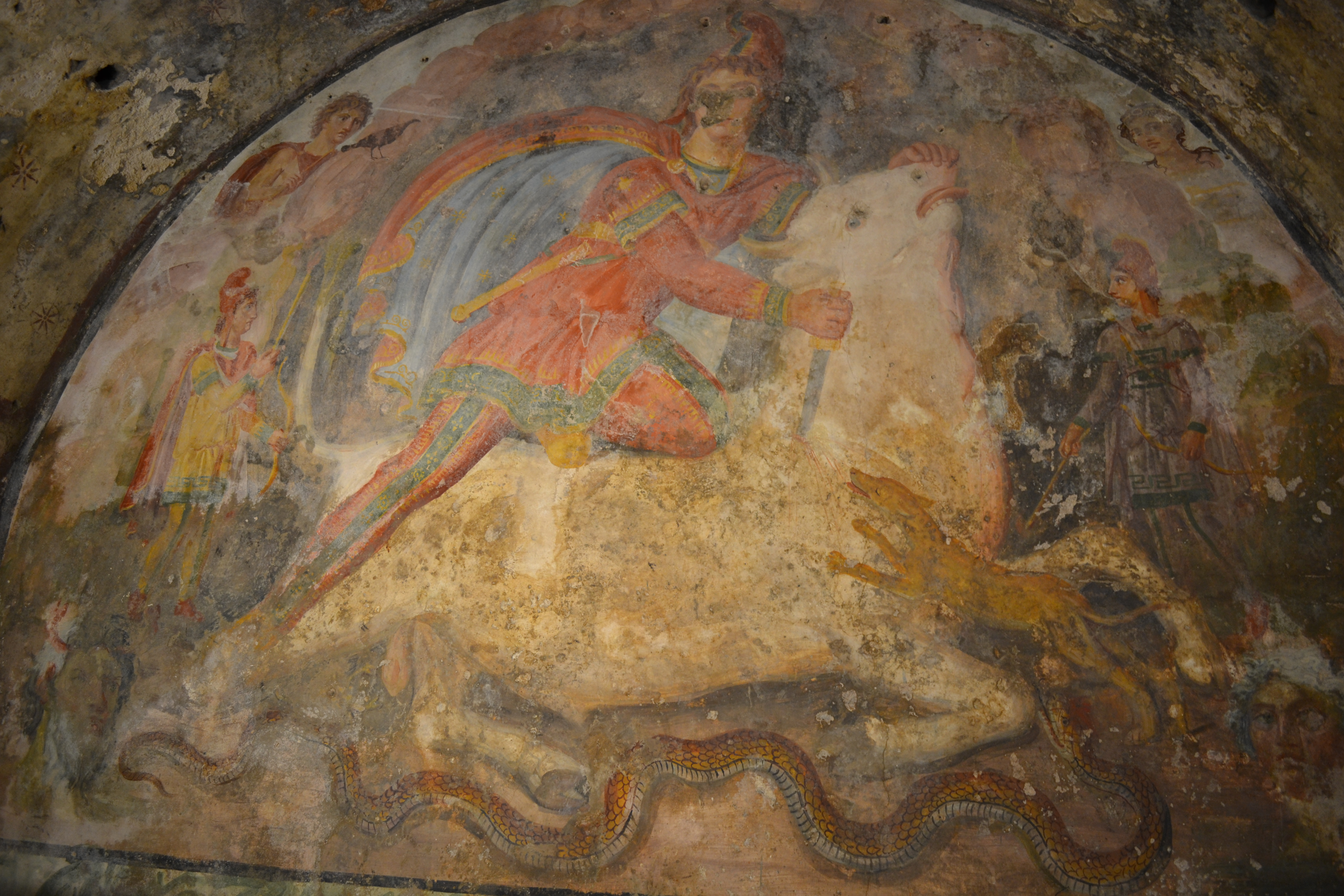
Фреска, изображающая бой Митры с быком (Тавроктония), Санта-Мария-Капуа-Ветере, II век н. э.

Митреум представлял собой прямоугольное помещение с куполообразным потолком под землёй (в городах чаще всего в подвалах домов) или в скале, в котором помещалось от 10 до 20 человек (самый большой известный митреум вмещал до 80 человек). В III веке в Риме находилось около 800 храмов Митры.
В западной части храма располагался вход, в центре или у стены размещалась апсида, а в ней алтарь, украшенный рельефом, изображающим Митру, пронзающего кинжалом быка (тавроктония). Стены и потолок храма также часто были расписаны.
С укреплением христианства как государственной религии в IV веке большое число храмов Митры было разрушено, остальные были заброшены и пришли в упадок. На руинах некоторых храмов (Санта-Приска, Рим) были возведены христианские церкви. В Риме самый большой митреум находится сейчас под церковью Сан-Клементе, недалеко от Колизея.

## Галерея

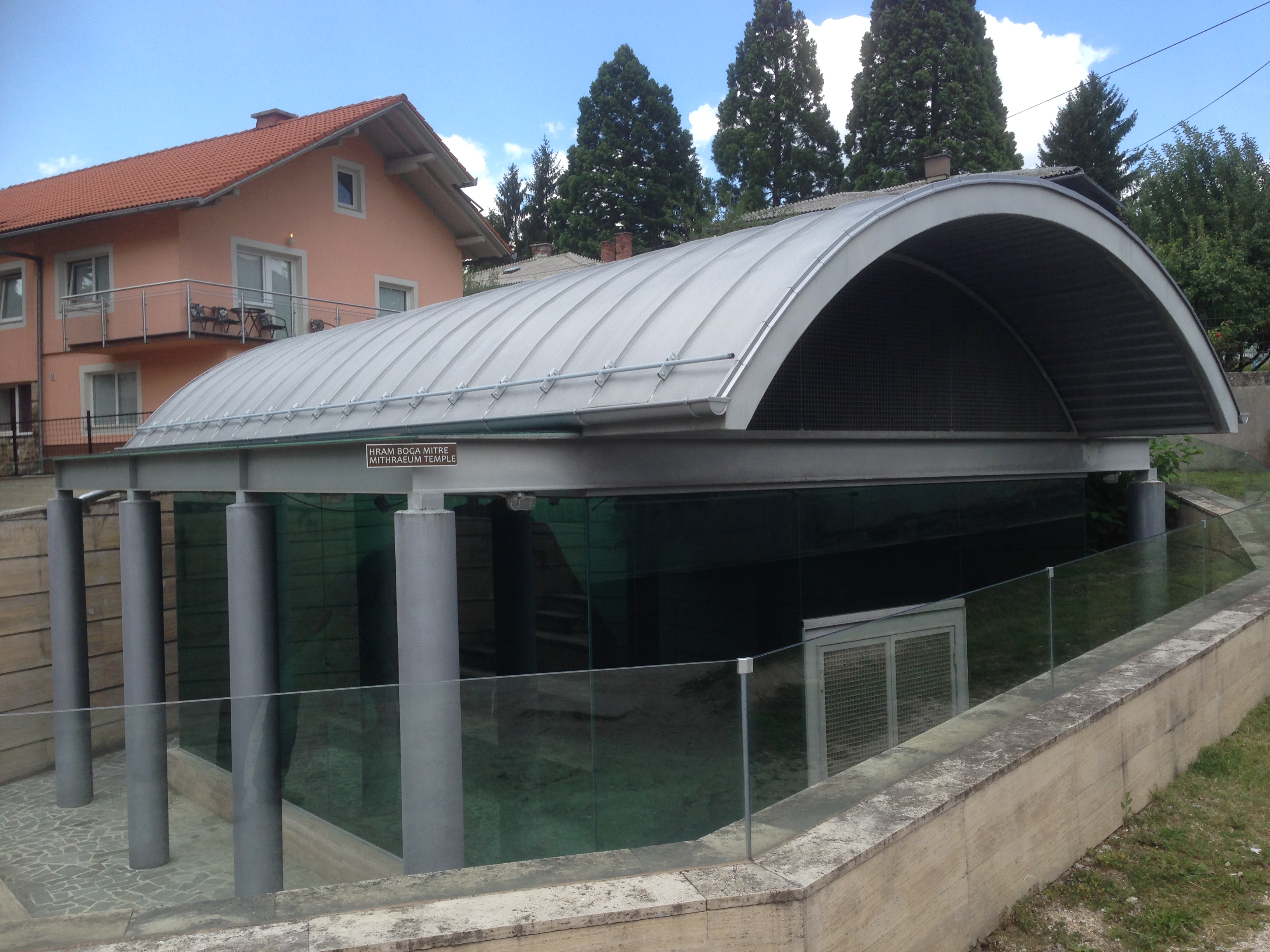
Митреум в Яйце, известный как один из наиболее хорошо сохранившихся in situ в Европе
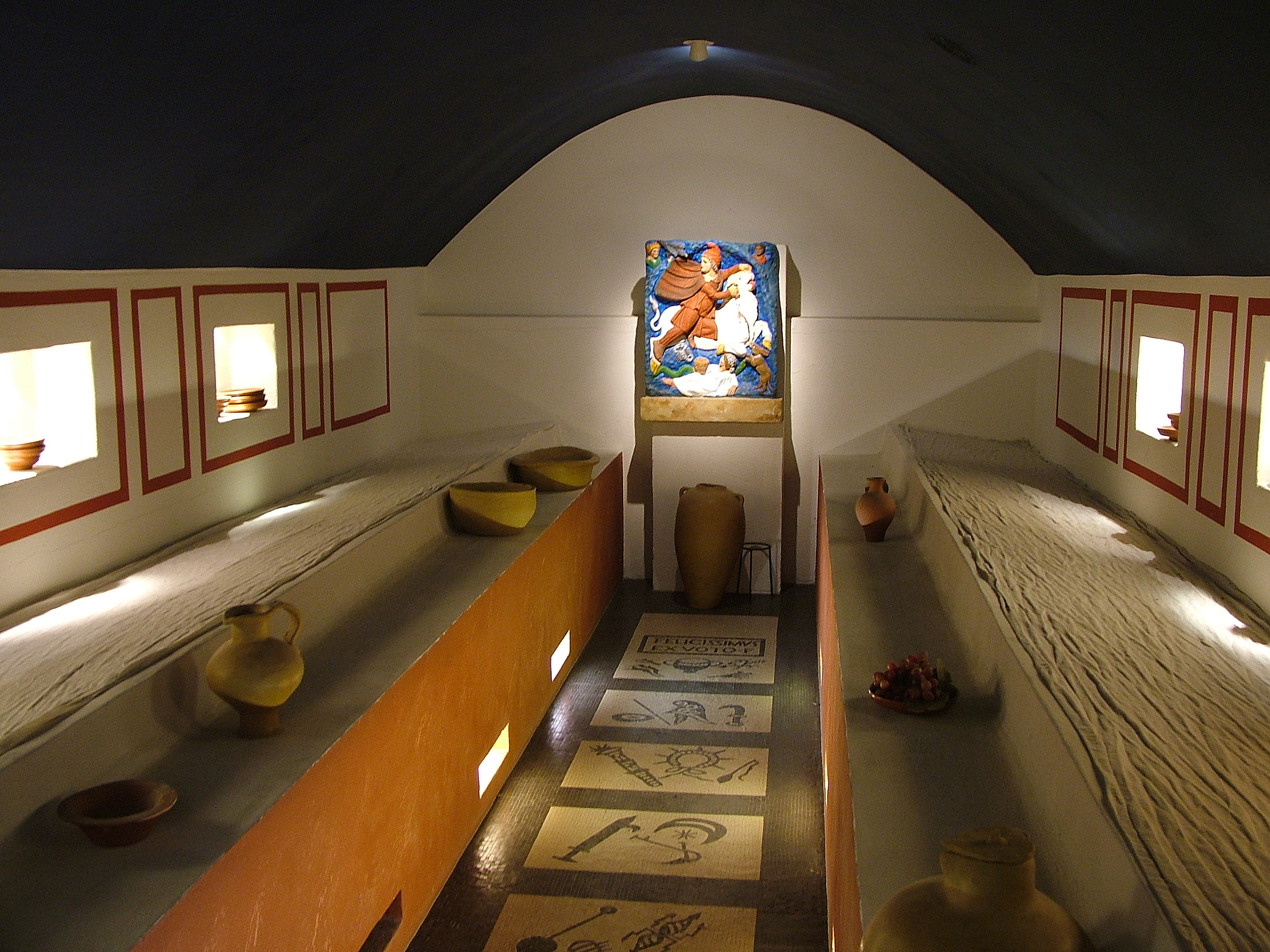
Реконструкция митреума в Музее Ориенталис в Нидерландах
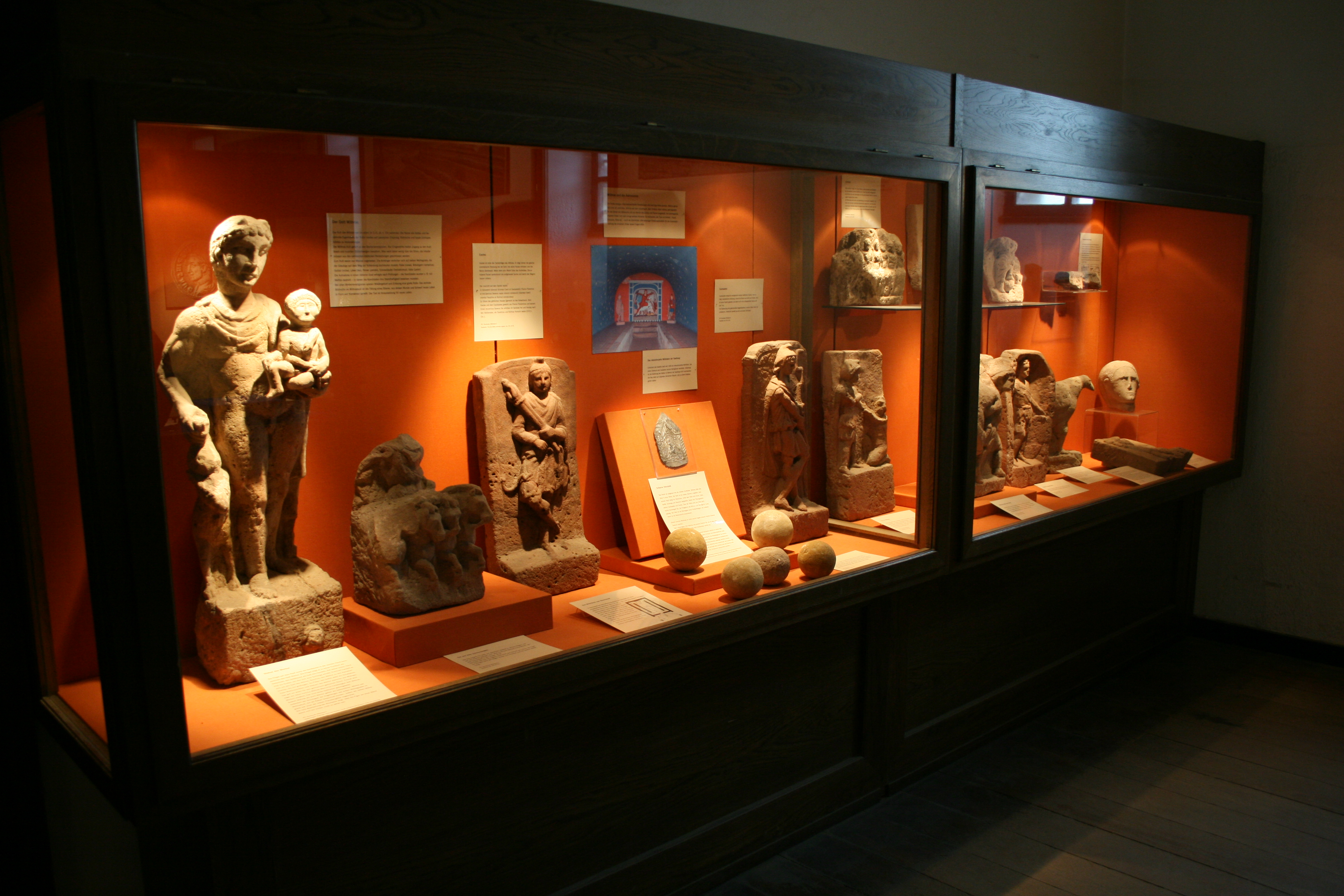
Находки из митреума в Штоккштадт-ам-Майн, Германия
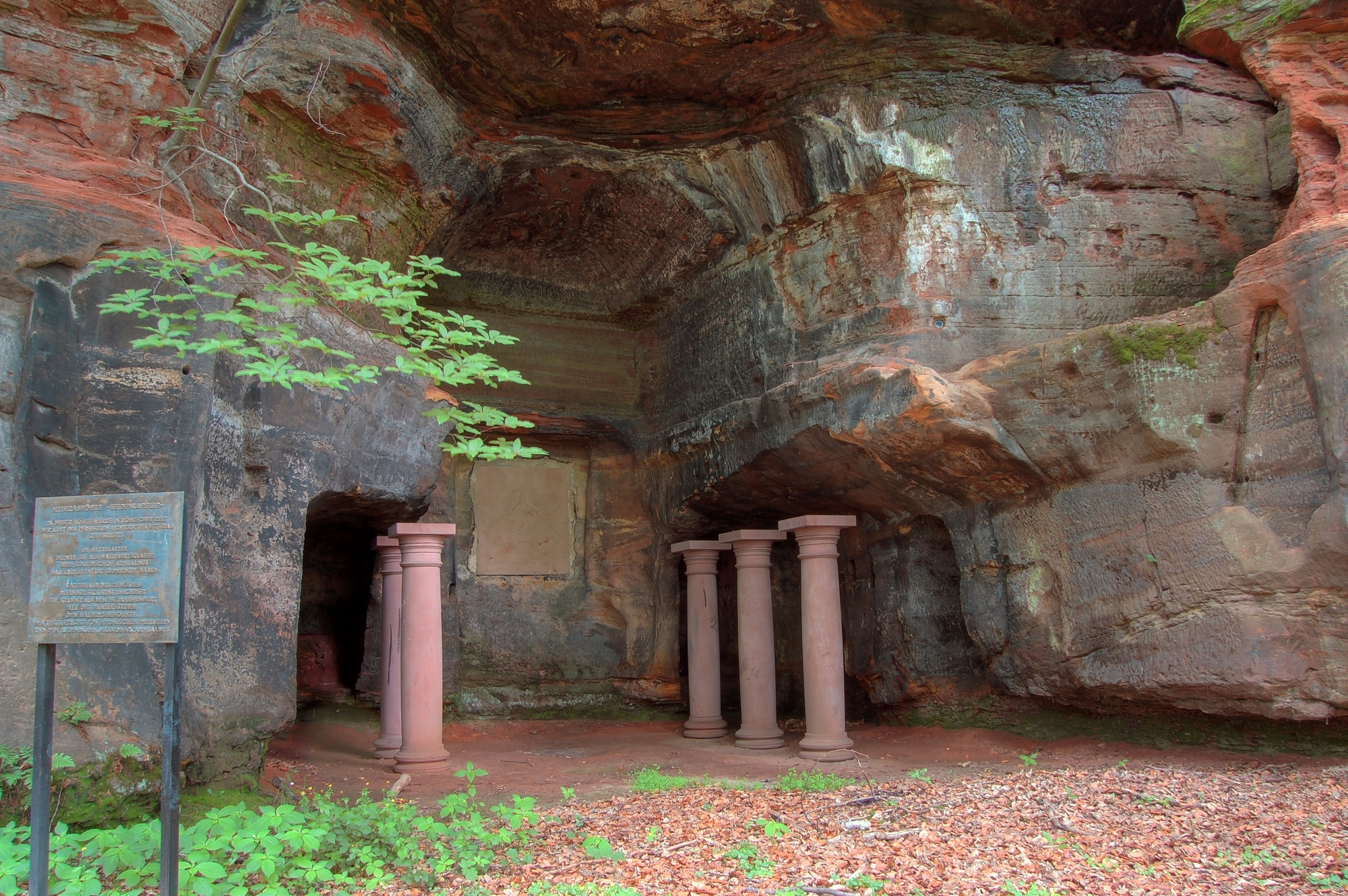
Митреум, найденный в немецком городе Саарбрюккен
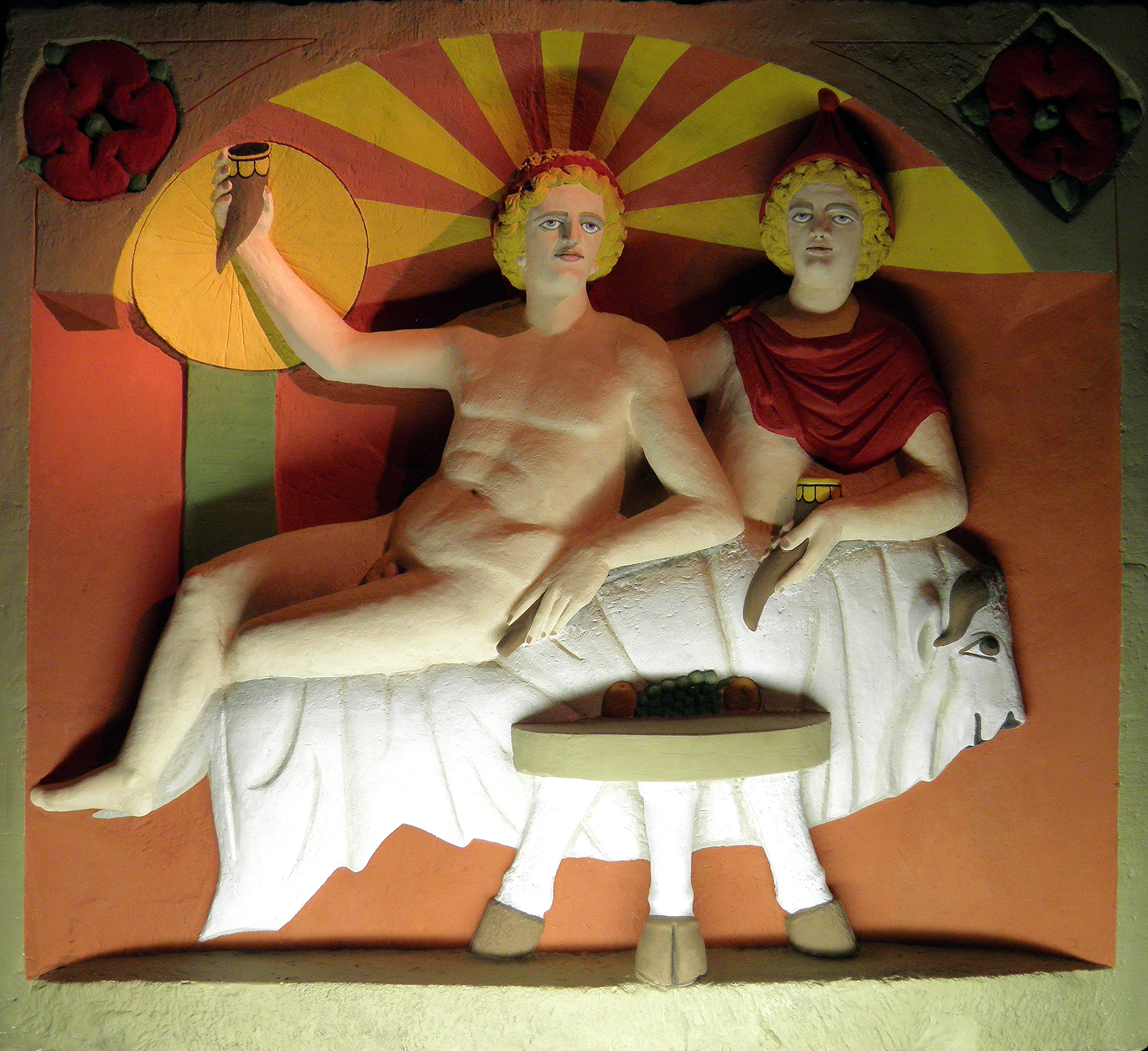
Полихромная репродукция банкетной сцены Митры, в которой Митра и бог Солнца устраивают банкет на шкуре забитого быка, датируемый 130 годом н. э., Музей Лобденгау, Ладенбург, Германия
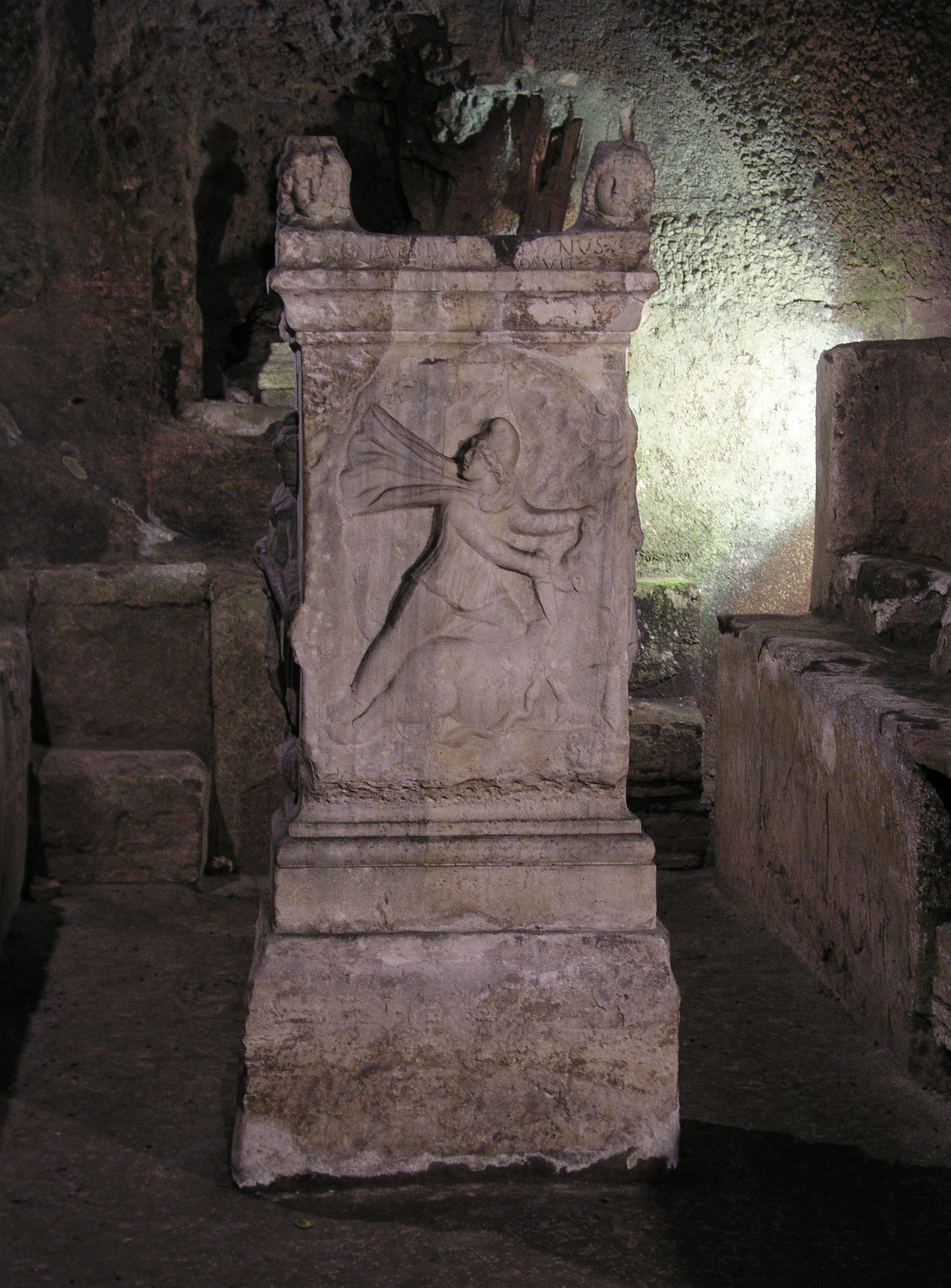
Митреум на самом нижнем этаже в Базилике Святого Климента в Риме